# Лук'янцев Юрій Олександрович
Юрі́й Олекса́ндрович Лук'я́нцев (1 червня 1979-9 вересня 2014) — прапорщик Державної прикордонної служби України, учасник російсько-української війни.

## Короткий життєпис
Народився 1979 року в селі Шуліківка (Біловодський район, Луганська область). Дільничний інспектор прикордонної служби, Луганський прикордонний загін.
9 вересня 2014-го вирушив автомобілем для несення служби прикордонний наряд у складі старшого лейтенанта Олександра Максименка, прапорщика Юрія Лук'янцева, старшини В'ячеслава Кузнєцова, сержанта Артема Кручініна, молодшого сержанта Віталія Скокова. Під час слідування автомобіль підірвався на фугасі, прикордонників викинуло в повітря, автівка миттєво запалала. Загинули Олександр Максименко, Юрій Лук'янцев та В'ячеслав Кузнєцов, важкопоранені Артем Кручінін і Віталій Скоков відповзали від місця вибуху, цей момент відзняли оператори каналу «ІРТА», що випадково опинилися поруч.
Вдома залишилися мама, дружина Оксана та донька 2008 р.н.
Похований в Бараниківці.

## Нагороди і вщанування
- 6 жовтня 2014 року — за особисту мужність і героїзм, виявлені у захисті державного суверенітету та територіальної цілісності України, вірність військовій присязі під час російсько-української війни, відзначений — нагороджений орденом «За мужність» III ступеня (посмертно).
- Його портрет розміщений на меморіалі «Стіна пам'яті полеглих за Україну» у Києві: секція 4, ряд 4, місце 21
- Вшановується в меморіальному комплексі «Зала пам'яті», в щоденному ранковому церемоніалі 9 вересня[2]